# Червеноока пираня
Червенооките пирани (Serrasalmus rhombeus) са вид актиноптери от семейство Пиранови (Serrasalmidae).
Разпространени са в сладководни басейни в северната част на Южна Америка.
Таксонът е описан за пръв път от Карл Линей през 1766 година.